# Філоненко Федір Дмитрович
Федір Філоненко (15 лютого 1869 — після 1933) — український релігійний діяч, член Державної думи IV скликання від Подільської губернії, протоієрей. 

## Життєпис

### Церковна служба
Мав 39 десятин церковної землі. 
Закінчив Воронезьку духовну семінарію (1889). 
У 1889 — 1893 працював учителем і наглядачем Бірюченського духовного училища, потім в Приворотському духовному училищі (Подільська губернія).  
Пізніше був висвячений на священника, в 1893—1907 служив священником у селі Привороття Ушицького повіту Подільської губернії. 
З 1893 працював діловодом Ушицької єпархіальної училищної ради. Був направлений священиком в Покровську церкву Кам'янця-Подільського.  
У 1907—1912 перебував у Подільській духовній консисторії, а також працював законовчителем Подільського комерційного училища.  
Протоієрей, духовний слідчий, благочинний. Був одружений, мав двох дітей. 

### Політична діяльність
У 1912 обраний членом Державної думи від Подільської губернії.  
Працював секретарем комісії у справах православної церкви, а також членом комісій: з виконання державного контролю доходів і витрат, зі святкування 300-річчя дому Романових, з народного здоров'я, з питань преси, з народної освіти, зборів, з питань віросповідання. 
Під час своєї роботи в Державній думі неодноразово критикував Григорія Распутіна, звинувачуючи того в шахрайстві.  
Також критично ставився до імператорської влади, яка занадто сильно впливала на церкву і всіляко захищала Распутіна. 

### Лютнева революція
Зречення Миколи II зустрів із захватом, звернувшись 9 березня 1917 у Державній Думі до депутатів з промовою на підтримку Тимчасового уряду і закликом до Петроградського духовенства очистити російську церкву від елементів монархічного режиму. 
У дні Лютневої революції виконував доручення Тимчасового комітету Державної думи (ТКГД).  
1 березня відряджений до військових частин, розквартированих у Петрограді.  
6 березня призначений комісаром ТКГД і Тимчасового уряду на Північному фронті.  
16 березня на нього були покладені аналогічні обов'язки на Південно-Західному фронті.  
У квітні призначений членом Священного Синоду. Підтримував відносини з Союзом демократичного духовенства і мирян. Брав участь також у нарадах членів Державної Думи. 

### Після революції
Після Помісного собору 1917—1918 Федір Філоненко був направлений до Петрограда, де став настоятелем кількох церков: в 1919—1924 — Божої Матері, а в 1922 — Пресвятої Трійці.  
У жовтні 1923 заарештований міліцією, але обставини арешту залишилися невідомими, та й незабаром Філоненка відпустили.  
Вдруге заарештований 2 березня 1924 у справі «Спаського братства», під час слідства перебував у Ленінградському ДПЗ на Шпалерній. 26 вересня 1924 засуджений до двох років тюремного ув'язнення. Покарання відбував у Соловецькому таборі особливого призначення (СЛОН), після звільнення повернувся до Ленінграда.  
Служив у 1928—1930 роках у храмах Ленінграда. 
Подальша доля невідома. 

## Твори
- Братское слово к петроградскому духовенству // Биржевые ведомости. 1917. 7 марта (вечерний выпуск).
- Московское единение // Биржевые ведомости. 1917. 25 марта (вечерний выпуск).